# Urophora grindeliae
Urophora grindeliae är en tvåvingeart som först beskrevs av Daniel William Coquillett 1908.  Urophora grindeliae ingår i släktet Urophora och familjen borrflugor. Inga underarter finns listade i Catalogue of Life.